# Retórica a Alejandro
La Retórica a Alejandro (en latín: Rhetorica ad Alexandrum; en griego antiguo: Τέχνη ῥητορική) es un tratado atribuido tradicionalmente a Aristóteles. Más tarde se consideró una atribución errónea, y se catalogó como obra de un Pseudo-Aristóteles. Hoy en día la creencia general es que fue escrita por Anaxímenes de Lámpsaco.

## Autoría
Quintiliano parece referirse a este trabajo bajo el nombre de Anaximenes en Institutio Oratoria, como el filólogo italiano renacentista Piero Vettori lo reconoció por primera vez.
Sin embargo, esta atribución ha sido disputada por algunos estudios.

## Contenido
Como un completo manual griego de retórica del siglo IV a. C. la Retórica a Alejandro muestra la teoría retórica de la época. Aristóteles escribió su propia obra, Retórica, por el mismo tiempo. La enseñanza de Aristóteles sobre el tema y sus apuntes se conservaron después de su muerte por su alumno, Teofrasto.
La estructura de la Retórica a Alejandro es bastante similar a la de la obra de Aristóteles. Los capítulos del 1 al 5 tratan de argumentos específicos de cada una de las especies de retórica correspondientes al primer libro de la obra de Aristóteles. Los capítulos 6-22 tratan sobre lo que Aristóteles llama "tópicos", y los analiza en la última parte de su segundo libro. Los capítulos 23-28 expone el estilo que Aristóteles analizaba en la primera mitad de su tercer libro. Y los capítulos 29-37 finalmente tratan el arreglo como lo expuso Aristóteles en la última parte de su tercer libro. Tanto la Retórica a Alejandro como la Retórica de Aristóteles utilizaban una estructura común a los manuales retóricos del siglo IV En contraste con Aristóteles, el autor de Retórica a Alejandro no usa ejemplos que ilustran sus preceptos. Debido a que este tratado difiere de Aristóteles en algunos detalles, a veces se piensa que se mantuvo en la tradición que rodea a la persona de Isócrates, pero no hay evidencia clara de esto. El tratado Retórica a Alejandro no parece haber tenido un gran impacto en los estudios retóricos. Solo sobrevivió porque se pensaba que había sido escrito por Aristóteles.